# Супрематистичка композиција (слика)
Супрематистичка композиција (плави правоугаоник изнад црвене греде) је слика Казимира Маљевича.
Слика је настала 1916. године и остала је у поседу уметника до јуна 1927. године. Маљевич је излагао своје радове у Grosse Berliner Kunstausstellung у Берлину, али је убрзо отишао у Совјетски Савез. Слика је дошла у посед немачког архитекте Хуга Харинга, који ју је продао Стеделијк музеју у Амстердаму, где је остала наредних 50 година. Излагана је на разним изложбама, углавном у Европи.
Након дуже правне битке око власништва над сликом, која је трајала 17 година, слика је враћена наследницима уметника. Неколико месеци касније, у новембру 2008. године,  наследници су је продали на аукцији за 60 милиона долара породици Нахмад. Године 2018. продат је на другој аукцији за 85,8 милиона долара са хонораром трговцу уметничким делима Брету Горвију. То је била највиша цена плаћена за дело у историји руске уметности.